# Дараганово (Могилёвская область)
Дарага́ново, Дорога́ново (бел. Дараганава) — агрогородок в Осиповичском районе Могилёвской области Республики Беларусь. Административный центр Дарагановского сельсовета.

## Географическое положение
Дараганово расположено на реке Птичь в 20 км на юго-запад от станции Осиповичи, в 153 км от Могилёва. Транспортные связи обеспечиваются автодорогой Минск — Бобруйск. Радиальную планировку деревни, разделённую железной дорогой на две части — восточную и западную, составляют в основном деревянные дома усадебного типа. Общественный центр деревни располагается в западной части пункта, на пересечении улиц.
Имеется железнодорожная станция на линии Осиповичи — Старые Дороги.

## История

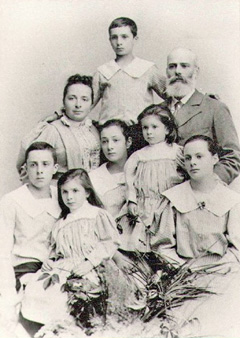
Осип Фёдорович Дараган с семьёй. Варшава.1896

Свидетельством заселения данной местности в глубокой древности является стоянка бронзового века, обнаруженная на левом берегу реки Птичь в 0,5 км от деревни. Эту стоянку размером 35 × 110 м обнаружил в 1927 году К. М. Поликарпович. Исследования же проводили А. Рынейский в 1930 году и Копытин В. Ф. в 1978 году. В обнажениях прослеживался культурный слой толщиной 0,2 м. В число находок, сделанных на данной стоянке, входят мелкие угли, пепел, обгорелые кости животных, кремнёвый двухсторонний наконечник стрелы с черенком, часть скребка, отщепы с ретушью, фрагменты венчиков слабопрофилированных лепных горшков.
В 1892 году недалеко от Осипович купили землю братья Дараганы. Одним из них был Осип Фёдорович Дараган ― начальник управления Риго-Орловской железной дороги. После его кончины вдова обратилась к губернатору с просьбой о переименовании станции Радутичи в Дараганово, что и было исполнено.
В 1896 году здесь была построена железнодорожная станция, вокруг которой начал постепенно складываться и сам посёлок. В 1898 году в деревне основали лесопилку, а в начале XX века и школу. В 1907 году упоминалось в Новодорожской волости Бобруйского уезда с 256 жителями и 37 дворами, тогда же были упомянут лесозавод с 65 жителями и фольварк с 32 жителями и 4 дворами. В 1917 году непосредственно в Дараганово насчитывалось уже 617 жителей и 79 дворов, в то время как на ж/д станции 12 жителей и 3 двора, а в фольварке — 41 житель и один двор. С февраля по ноябрь 1918 году Дараганово было оккупировано германскими войсками, с августа 1919 по июль 1920 года — польскими. Деревня развивалась — 1 июня 1922 года здесь появилось сельскохозяйственное товарищество, а в 1923 году — фельдшерский пункт. Имелась деревенская семилетняя школа, в которой в 1926 году обучались 183 ребёнка обоего пола и действовала изба-читальня. В колхоз жители Дараганово вступили в 1930-е годы.
Во время Великой Отечественной войны Дараганово было оккупировано немецко-фашистскими войсками с конца июня 1941 года по 29 июня 1944 года. Оккупантами было организовано гетто, убито 102 жителя деревни, преимущественно евреев, и сожжено 12 дворов. На фронте и при партизанской деятельности погибли 55 жителей. В боях, развернувшихся около деревни в 1941—1944 годах, было убито 6 советских солдат и партизан, которые были захоронены в братской могиле, находящейся возле местной средней школы. Также возле местной школы расположена и могила жертв фашизма, а именно 11 советских граждан, расстрелянных в 1941 году оккупантами. Во второй могиле жертв фашизма, расположенная на северо-западной окраине Дараганово, были захоронены тела 73 евреев, расстрелянных в 1942 году во время уничтожения гетто. На данных трёх могилах в 1976 году были установлены обелиски.

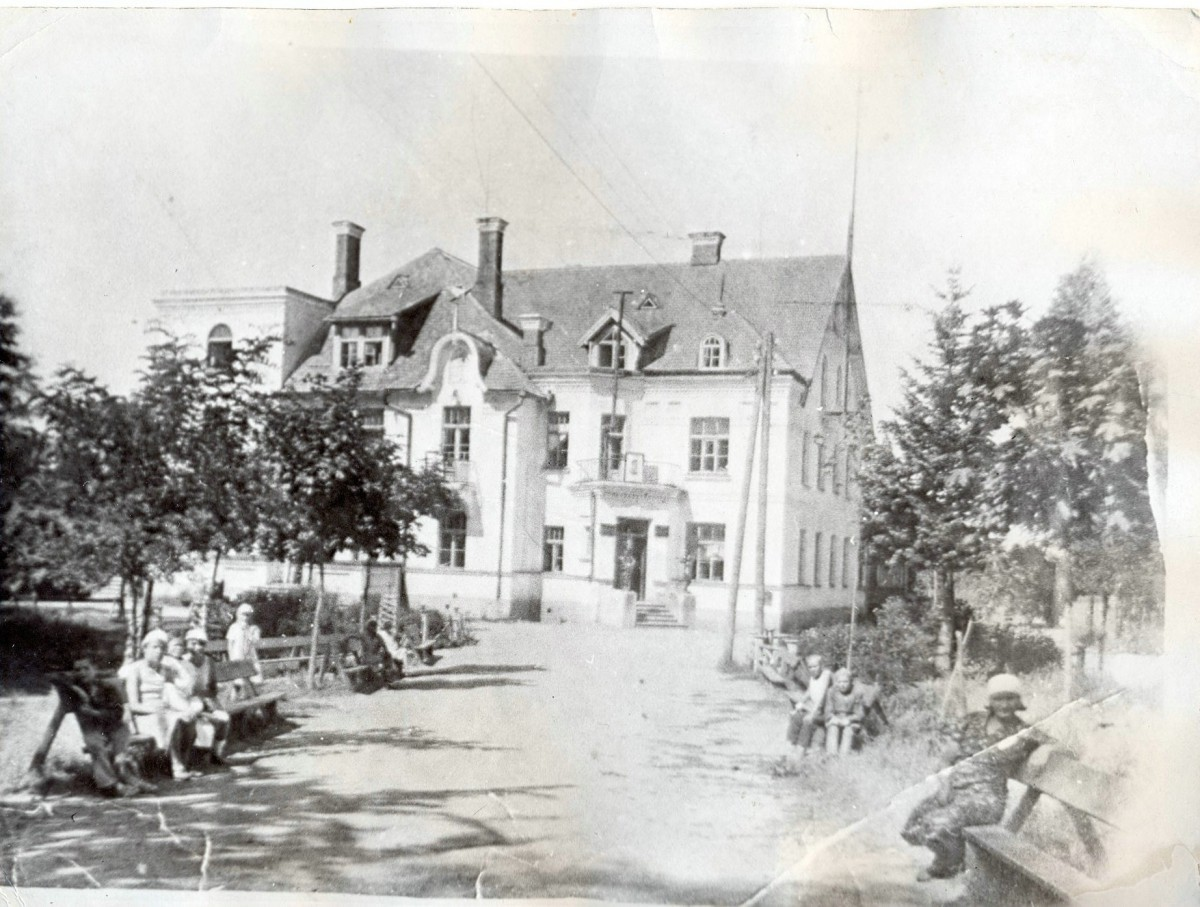
Усадьба

По состоянию на 2008 год, в деревне имелись лесничество, АТС, комплексный приёмный пункт бытового обслуживания населения, отделение связи, отделение сберегательного банка, больница с амбулаторией, аптека, средняя школа, санаторно-лесная школа-интернат, детский сад, краеведческий музей, библиотека, столовая, 5 магазинов, Дом культуры, стационарная киноустановка.
Два раза из Швеции в Дараганово приезжал потомок владельцев усадеб ― Андрей Дараган.

## Административная принадлежность (с 1924 года)
20 августа 1924 года Дараганово стало центром Дарагановского сельсовета первоначально Стародорожского района, затем — с 25 декабря 1962 года — Слуцкого, с 6 января 1965 года Осиповичского района. Вместо первоначальной принадлежности к Слуцкому округу, с 9 июня 1927 года до 26 июля 1930 года деревня относилась к Бобруйскому округу. 20 февраля 1938 года Дараганово было включено в состав Минской области, 20 сентября 1944 года — в состав Бобруйской, а с 6 января 1965 года — в состав Могилёвской области. 

## Население
- 1907 год — 256 человек, 37 дворов[1]
- 1917 год — 617 человек, 79 дворов[1]
- 1940 год — 852 человека, 213 дворов[1]
- 2002 год — 388 человек, 203 хозяйства[1]
- 2007 год — 339 человек, 175 хозяйств[1]

## Культура
Расположен краеведческий музей

## Достопримечательность
- Стоянка эпохи бронзового века
- Могила жертв фашизма
- Железнодорожная станция
- Свято-Пантелеимонский храм

## Известные уроженцы
- Галина Павловна Тваранович
- Гилер Маркович Лившиц